# Pinkpop 1981
Pinkpop 1981 werd gehouden op maandag 8 juni 1981 op het Sportpark Burgemeester Damen in Geleen. Het was de twaalfde van zeventien edities van het Nederlands muziekfestival Pinkpop in Geleen, waar ook de eerste editie plaatsvond. Er waren 60.000 bezoekers.

## Optredens
- T.C. Matic
- U2
- Fischer-Z
- Madness
- Michael Schenker Group
- UB40
- Ian Dury and the Blockheads
- New Adventures